# Svobodní a rovní
Svobodní a rovní (italsky Liberi e Uguali, zkratka LeU) byla italská levicová politická koalice a parlamentní skupina. Pro parlamentní volby 2018 sdružila levicové síly, vymezující se vůči centristické orientaci Středolevicové koalice. Po vnitřních rozporech byla aliance na podzim 2019 ukončena, až do roku 2022 ale extistovala jako skupina v Poslanecké sněmovně a objevovala se v předvolebních průzkumech pod původní koaliční značkou, s podporou asi tří procent voličů. Prostřednictvím ministra zdravotnictví Roberta Speranzy jsou Svobodní a rovní také zastoupeni ve vládě Maria Draghiho.

## Historie
Od nástupu centristy Mattea Renziho do čela Demokratické strany (PD) roku 2013 narůstalo napětí mezi jeho reformně orientovaným křídlem a tradičně levicovou minoritou. Rozpory vyvrcholily v únoru 2017, kdy představitelé levicové frakce PD ze strany vystoupili a založili vlastní uskupení „Článek jedna – Demokratické a progresivní hnutí“. Do nové strany vstoupily četné někdejší vůdčí osobnosti italské středolevice, jako bývalý premiér Massimo D'Alema nebo lídr středolevicové koalice pro volby 2013 Pier Luigi Bersani; vesměs se jednalo o bývalé komunisty.
Od založení Článku jedna začali lídři nové strany uvažovat o vytvoření nové koalice pro parlamentní volby 2018, jako levicové alternativy ke Středopravicové koalici, Středolevicové koalici a Hnutí pěti hvězd. Nová aliance byla vytvořena v prosinci 2017; dostala název Svobodní a rovní a zahrnula v sobě Článek jedna, socialistickou Italskou levici a několik menších a regionálních partnerů. Lídrem LeU se stal nezávislý předseda Senátu a bývalý protimafiánský prokurátor Pietro Grasso. O pár týdnů později do nové koalice vstoupila i předsedkyně Poslanecké sněmovny Laura Boldrini.
Ve volbách 2018 Svobodní a rovní získali jen něco přes tři procenta hlasů, což sice stačilo na 14 poslanců a 4 senátory, výsledek však dalece zaostal za předvolebními průzkumy i očekáváními lídrů LeU.
Aliance se neshodla na společné kandidátce pro eurovolby 2019, když Článek jedna kandidoval za Demokratickou stranu, zatímco Italská levice utvořila koalici se Stranou komunistické obnovy.
V září 2019 se Svobodní a rovní stali součástí vládní koalice, když byl lídr Článku jedna Roberto Speranza jmenován ministrem zdravotnictví ve druhé vládě Giuseppa Conteho.
Na konci roku 2019 se mezi stranami koalice LeU vyostřily neshody a v prosinci byla koalice rozpuštěna. Svobodní a rovní ale pokračují jako skupina v Poslanecké sněmovně a podskupina v Senátu.
V lednu 2021 si i po vládní krizi Speranza udržel ministerský post v následující vládě Maria Draghiho.
Skupina zanikla po parlamentních volbách v září 2022.

## Členské strany

### Složení pro parlamentní volby 2018
| Strana | Strana         | Ideologie                | Volby 2018 | Volby 2018 |
| Strana | Strana         | Ideologie                | Poslanci   | Senátoři   |
| ------ | -------------- | ------------------------ | ---------- | ---------- |
|        | Článek jedna   | Sociální demokracie      | 7          | 2          |
|        | Italská levice | Demokratický socialismus | 3          | 1          |
|        | Possibile      | Progresivismus           | 1          | –          |
|        | nezávislí      |                          | 3          | 1          |

S koalicí také spolupracovali jihotyrolští Zelení a Sicilská socialistická strana; tyto subjekty ale nezískaly žádný mandát.

### Složení v říjnu 2022
| Strana | Strana         | Ideologie                | Zastoupení | Zastoupení |
| Strana | Strana         | Ideologie                | Poslanci   | Senátoři   |
| ------ | -------------- | ------------------------ | ---------- | ---------- |
|        | Článek jedna   | Sociální demokracie      | 7          | 1          |
|        | èViva          | Ekosocialismus           | 1          | 1          |
|        | Italská levice | Demokratický socialismus | 1          | –          |
|        | Vlast a ústava | Levicový nacionalismus   | 1          | –          |
|        | nezávislí      |                          | –          | 4          |

## Volební výsledky

### Poslanecká sněmovna
| Volby | Hlasy     | Hlasy | Mandáty | Mandáty | Pozice | Postavení |
| Volby | Abs.      | %     | Abs.    | ±       | Pozice | Postavení |
| ----- | --------- | ----- | ------- | ------- | ------ | --------- |
| 2018  | 1 114 799 | 3.4   | 14/630  | ▲14     | ▲6.    | Vláda     |

### Senát
| Volby | Hlasy   | Hlasy | Mandáty | Mandáty | Pozice |
| Volby | Abs.    | %     | Abs.    | ±       | Pozice |
| ----- | ------- | ----- | ------- | ------- | ------ |
| 2018  | 991 159 | 3.3   | 4/315   | ▲4      | ▲6.    |